# Guia turístic

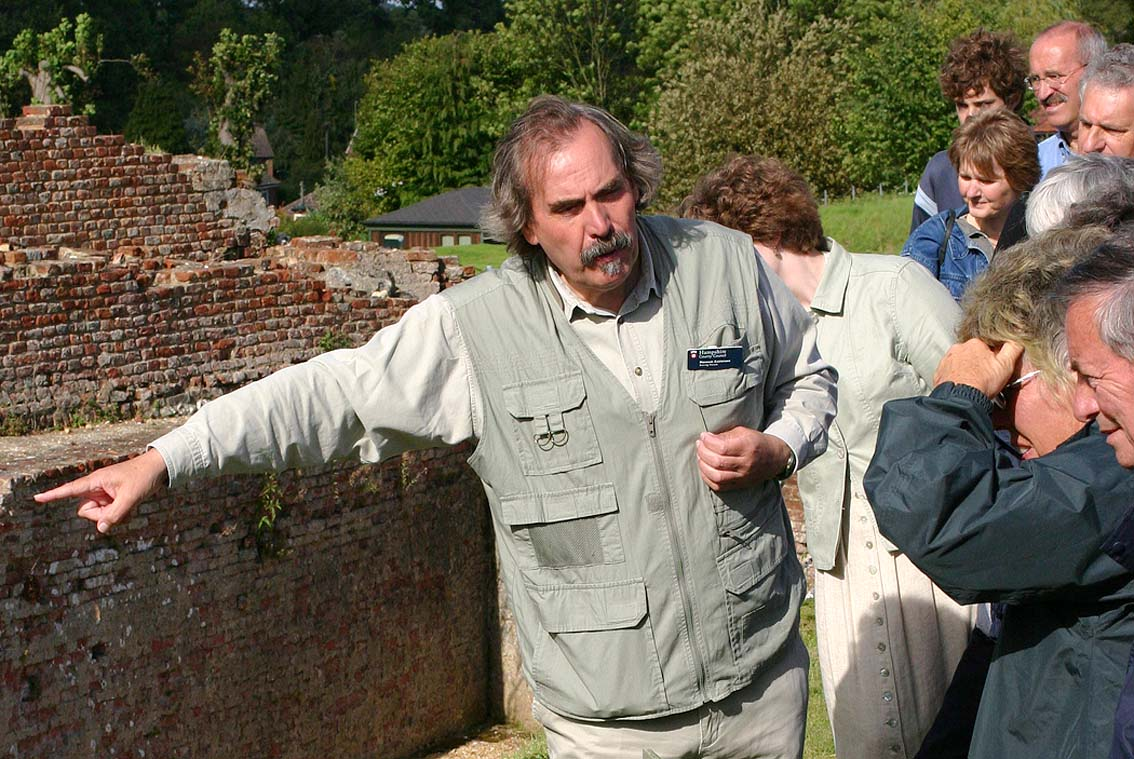
Un guia turístic al Regne Unit

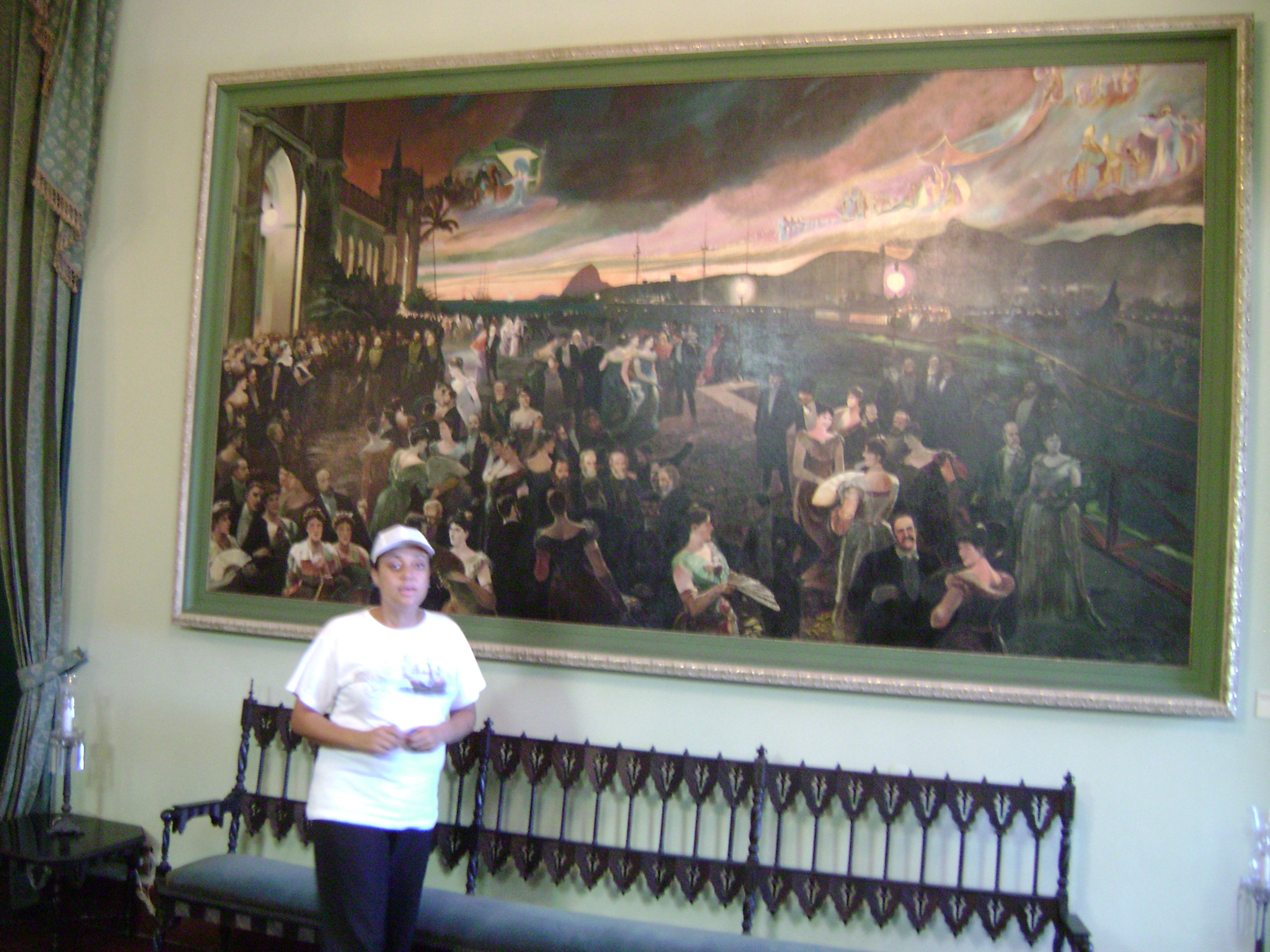
Guia de turisme a Rio de Janeiro.

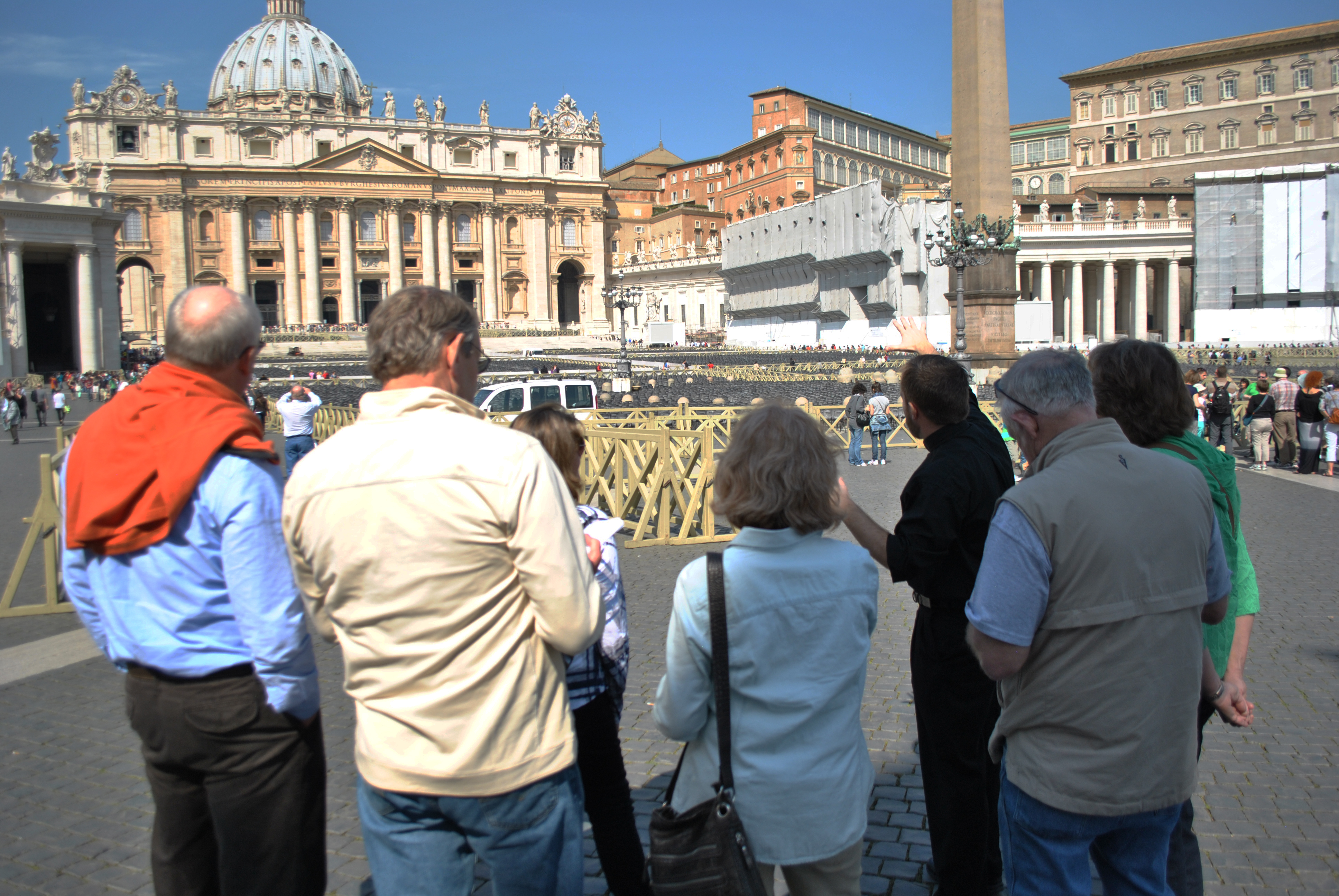
Un guia de turistes en la Plaça de Sant Pere

Un guia turístic és una persona que proporciona assistència tècnica i informació sobre patrimoni cultural, històric i contemporani a persones en visites turístiques organitzades i clients individuals en establiments educatius, llocs religiosos i històrics, museus i llocs d'interès significatiu.

## Descripció
La definició que el CEN (Comitè Europeu d'Estandardització) estableix per al terme guia de turisme en la Norma Europea EN 1809 sobre Serveis turístics. Agències de viatge i turoperadores. Terminologia, és:
Persona que guia als visitants en l'idioma de la seva elecció i interpreta el patrimoni cultural i natural d'una zona, que normalment posseeix una titulació específica sobre una zona, en general emès o reconegut per les autoritats competents.
La Comissió Europea ha pogut constatar que els problemes de lliure circulació que han tractat s'han de molt sovint a la confusió de dues professions diferents, encara que complementàries: la de guia de turisme i la d'acompanyant.
CEN també defineix la figura del acompanyant i del director de tour o cap de grup o correu de turisme, com:
- Acompanyant: Representant d'un turoperador que proporciona assistència bàsica als viatgers.
- Director de tour o cap de grup o correu de turisme: Persona que gestiona i supervisa l'itinerari en representació del turoperador, assegurant-se que el programa es desenvolupa tal com està descrit en el contracte del turoperador i venut al viatger o consumidor, i que a més proporciona informació pràctica del lloc.

A Espanya:
1. Tots els decrets reguladors de l'activitat, recullen el terme Guia de Turisme i s'elimina l'anterior de Guia Intèrpret o Guia Intèrpret de Turisme.
2. CEFAPIT (Confederació Espanyola de Federacions i Associacions Professionals de Guies de Turisme) aglutina a la majoria dels Guies de Turisme d'Espanya a través de les APITs (Associacions Professionals de Guies de Turisme) presents en gairebé totes les províncies espanyoles i és la veu a Espanya i Europa dels Guies de turisme degudament qualificats i habilitats per desenvolupar l'activitat dins del seu àmbit específic d'actuació.
3. CEFAPIT és conscient de la confusió i mal ús de termes, com per exemple: Guia local, Guia oficial i Guia acompanyant, termes molt estesos però que solament porten confusió i males interpretacions. Per tant, recomana que s'usi únicament el terme Guia de Turisme aprovat en la versió oficial, en espanyol, de la Norma Europea EN 13809, acceptat i ratificat per FEG (Federació Europea de Guies de Turisme) i la WFTGA (Federació Mundial d'Associacions de Guies de Turisme).

A l'Argentina, és un ofici derivat d'una carrera terciària de tres anys de durada.